# Temporada 1950-51 de los Minneapolis Lakers
La Temporada 1950-51 fue la tercera de los Minneapolis Lakers en la NBA. La temporada regular acabó con 44 victorias y 24 derrotas, ocupando el primer puesto de la División Oeste, clasificándose para los playoffs en los que cayeron en las finales de división ante los Rochester Royals.

## Elecciones en elDraft
| Ronda | Puesto | Jugador      | Posición | Nacionalidad   | Universidad   |
| ----- | ------ | ------------ | -------- | -------------- | ------------- |
| 1     | 10     | Kevin O'Shea | Base     | Estados Unidos | Notre Dame    |
| 2     | 22     | Hal Haskins  | Escolta  | Estados Unidos | Hamline*      |
| 4     | 46     | Bud Grant    | Alero    | Estados Unidos | Minnesota     |
| 5     | 58     | Ed Beach     | Alero    | Estados Unidos | West Virginia |
| 7     | 82     | Joe Hutton   | Base     | Estados Unidos | Hamline*      |

## Temporada regular
| División Oeste           | División Oeste | División Oeste | División Oeste | División Oeste | División Oeste | División Oeste | División Oeste | División Oeste |
| Equipo                   | G              | P              | %              | PD             | Casa           | Fuera          | Neutral        | Div            |
| ------------------------ | -------------- | -------------- | -------------- | -------------- | -------------- | -------------- | -------------- | -------------- |
| x-Minneapolis Lakers     | 44             | 24             | .647           | -              | 29-3           | 12-21          | 3-0            | 24-12          |
| x-Rochester Royals       | 41             | 27             | .603           | 3              | 29-5           | 12-22          | -              | 18-15          |
| x-Fort Wayne Pistons     | 32             | 36             | .471           | 12             | 27-7           | 5-27           | 0-2            | 18-6           |
| x-Indianapolis Olympians | 31             | 37             | .456           | 13             | 19-12          | 10–24          | 2-1            | 15-20          |
| Tri-Cities Blackhawks    | 25             | 43             | .368           | 19             | 22-13          | 2–28           | 1-2            | 12-24          |

## Playoffs

### Semifinales de División
Minneapolis Lakers - Indianapolis Olympians
| Fecha       | Partido                                           | Ciudad       |
| ----------- | ------------------------------------------------- | ------------ |
| 21 de marzo | Minneapolis Lakers 95, Indianapolis Olympians 81  | Minneapolis  |
| 23 de marzo | Indianapolis Olympians 108, Minneapolis Lakers 88 | Indianapolis |
| 25 de marzo | Minneapolis Lakers 85, Indianapolis Olympians 80  | Minneapolis  |
|             | Minneapolis gana las series 2-1                   |              |

### Finales de División
Minneapolis Lakers - Rochester Royals
| Fecha       | Partido                                    | Ciudad      |
| ----------- | ------------------------------------------ | ----------- |
| 29 de marzo | Minneapolis Lakers 76, Rochester Royals 73 | Minneapolis |
| 31 de marzo | Minneapolis Lakers 66, Rochester Royals 70 | Minneapolis |
| 1 de abril  | Rochester Royals 83, Minneapolis Lakers 70 | Rochester   |
| 3 de abril  | Rochester Royals 80, Minneapolis Lakers 75 | Rochester   |
|             | Rochester gana las series 3-1              |             |

## Estadísticas
| Rk | Jugador        | Edad | P  | PT | MP | TC   | TCI  | %TC  | 3P | 3PI | %3P | TL  | TLI  | %TL  | RO | RD | RT   | AS  | RB | TAP | BP | FP  | PTS  |
| 1  | George Mikan   | 26   | 68 |    |    | 10.0 | 23.3 | .428 |    |     |     | 8.5 | 10.5 | .803 |    |    | 14.1 | 3.1 |    |     |    | 4.5 | 28.4 |
| 2  | Vern Mikkelsen | 22   | 64 |    |    | 5.6  | 14.0 | .402 |    |     |     | 2.9 | 4.3  | .676 |    |    | 10.2 | 2.8 |    |     |    | 4.1 | 14.1 |
| 3  | Jim Pollard    | 28   | 54 |    |    | 4.7  | 13.5 | .352 |    |     |     | 2.2 | 2.9  | .750 |    |    | 9.0  | 3.4 |    |     |    | 2.9 | 11.6 |
| 4  | Slater Martin  | 25   | 68 |    |    | 3.3  | 9.2  | .362 |    |     |     | 1.8 | 2.6  | .684 |    |    | 3.6  | 3.5 |    |     |    | 2.9 | 8.5  |
| 5  | Bob Harrison   | 23   | 68 |    |    | 2.2  | 6.4  | .347 |    |     |     | 1.5 | 1.9  | .789 |    |    | 2.5  | 2.9 |    |     |    | 3.2 | 5.9  |
| 6  | Arnie Ferrin   | 25   | 68 |    |    | 1.8  | 5.5  | .319 |    |     |     | 1.7 | 2.4  | .695 |    |    | 4.0  | 1.6 |    |     |    | 3.2 | 5.2  |
| 7  | Kevin O'Shea   | 25   | 63 |    |    | 1.4  | 4.2  | .326 |    |     |     | 1.5 | 2.1  | .724 |    |    | 2.0  | 1.6 |    |     |    | 1.6 | 4.3  |
| 8  | Tony Jaros     | 30   | 63 |    |    | 1.4  | 4.6  | .307 |    |     |     | 1.0 | 1.6  | .631 |    |    | 2.1  | 1.1 |    |     |    | 2.1 | 3.8  |
| 9  | Bud Grant      | 23   | 61 |    |    | 0.9  | 3.0  | .288 |    |     |     | 0.9 | 1.4  | .627 |    |    | 1.9  | 1.2 |    |     |    | 1.7 | 2.6  |
| 10 | Joe Hutton     | 22   | 60 |    |    | 1.0  | 3.0  | .328 |    |     |     | 0.5 | 0.7  | .674 |    |    | 1.7  | 0.9 |    |     |    | 1.5 | 2.5  |
| 11 | Ed Beach       | 22   | 11 |    |    | 0.7  | 3.2  | .229 |    |     |     | 0.5 | 0.8  | .667 |    |    | 2.3  | 0.2 |    |     |    | 1.3 | 2.0  |

## Galardones y récords
| Jugador        | Galardón                      |
| George Mikan   | Mejor quinteto de la NBA      |
| Vern Mikkelsen | 2º Mejor quinteto de la NBA   |
| George Mikan   | Líder de anotación de la liga |